# Myrmecina australis
Myrmecina australis is een mierensoort uit de onderfamilie van de Myrmicinae. De wetenschappelijke naam van de soort is voor het eerst geldig gepubliceerd in 1973 door Wheeler, G.C. & Wheeler, J..